# Call of Duty 4: Modern Warfare
Call of Duty 4: Modern Warfare är ett datorspel i genren förstapersonsskjutare utvecklat av Infinity Ward och utgivet av Activision. Det är den fjärde delen i Call of Duty-serien och släpptes till Microsoft Windows, OS X, Playstation 3, Xbox 360 och Wii. En bärbar version av spelet skapades till Nintendo DS. Spelet släpptes i Nordamerika och Europa i november 2007 till spelkonsolerna och Microsoft Windows. Det släpptes till OS X i september 2008, och senare till Wii i november 2009 med underrubriken Reflex Edition. Det är den fjärde delen i Call of Duty-spelserien, exklusive expansionspaket, och är det första i Modern Warfare-spelen i serien, följt av en direkt uppföljare vid namn Call of Duty: Modern Warfare 2, liksom det första spelet i serien att ha en äldre åldersrekommendation. Spelet lämnar andra världskrigets miljö från tidigare spel och förflyttar sig istället till den moderna tiden. Det utvecklades under mer än två år och använder sig av en egenutvecklad spelmotor. Den 10 september 2009 publicerades spelet i Japan av Square Enix. 
Handlingen i Modern Warfare utspelar sig i en nära framtid under ett fiktivt krig mellan USA, Europa och ryska regeringstrogna soldater mot ryska ultranationalister och rebeller från Mellanöstern. Spelet innehåller realistiska vapen och fordon. I spelet får man spela som sergeant Paul Jackson från det amerikanska USMC och sergeant John "Soap" MacTavish från det brittiska SAS. Call of Duty 4: Modern Warfare utspelar sig i olika platser i världen, såsom Storbritannien, Mellanöstern, Azerbajdzjan, Ryssland och Ukraina. Flerspelarläget innehåller olika spellägen och även ett levelingssystem som tillåter spelaren att låsa upp nya vapen, vapentillbehör och kamouflage när man blir befordrad. 
Call of Duty 4: Modern Warfare fick mycket beröm och vann ett flertal spelpriser på spelwebbplatser. Spelet fick även beröm för handlingen, de visuella elementen, realismen och kvaliteten på spelets flerspelarläge. Det var det bästsäljande spelet i hela världen under 2007, och sålde cirka sju miljoner exemplar i januari 2008 och nästan sexton miljoner exemplar i november 2013. En remasterutgåva av spelet släpptes till Playstation 4, Xbox One och Windows ihop med Call of Duty: Infinite Warfare den 4 november 2016. Remasterutgåvan heter Call of Duty: Modern Warfare Remastered och släpptes som ett fristående spel under 2017.

## Spelupplägg

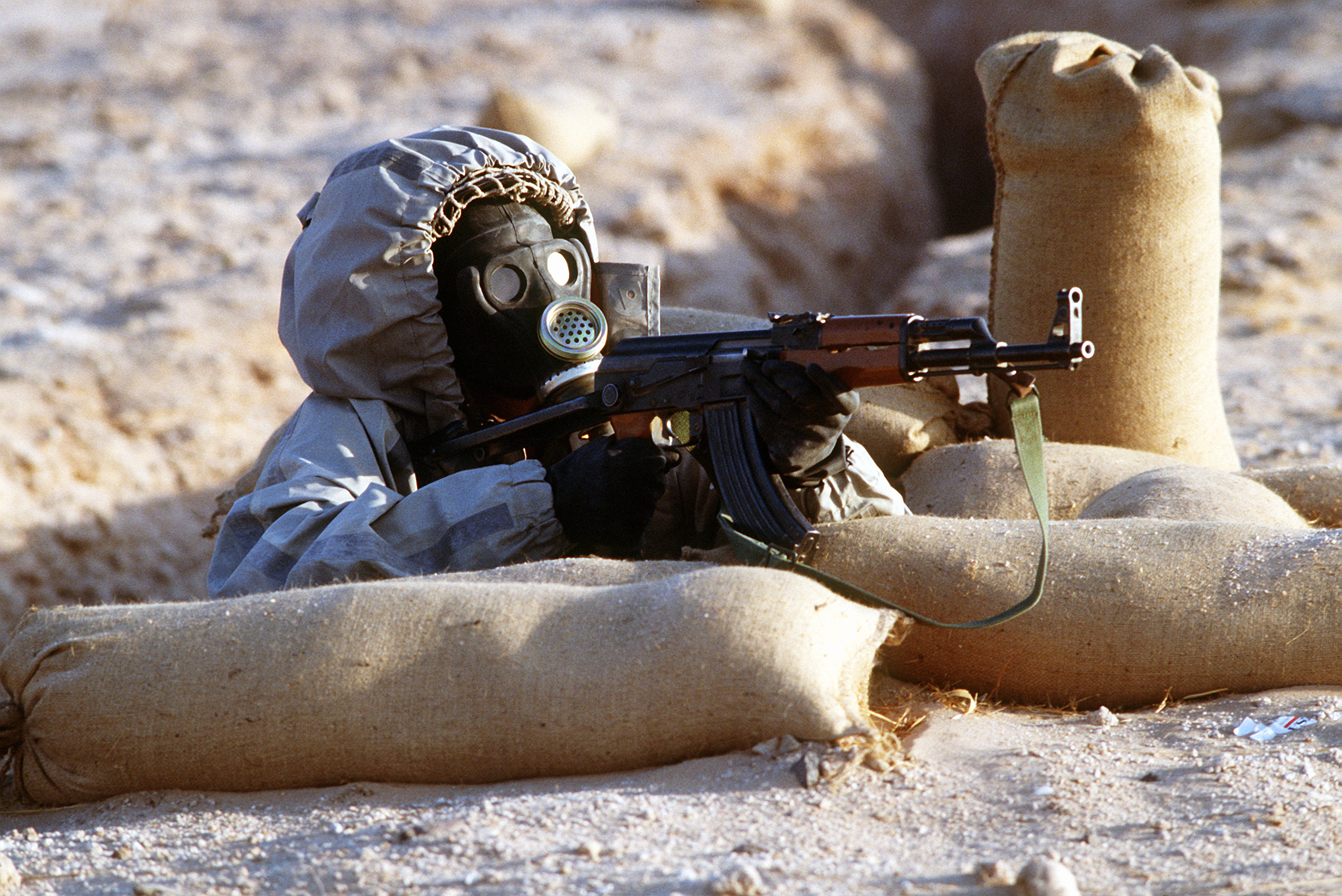
Spelet simulerar 2000-talets krigföring, till skillnad från tidigare spel i Call of Duty-serien. Geväret AK-47 är ett vanligt använt vapen i spelet.

Till skillnad från tidigare spel i Call of Duty-serien innehåller spelet moderna militärutrustningar och nya funktioner. De flesta av dessa är exklusiva till spelets flerspelarläge, såsom "Killstreaks" där spelaren skall döda ett visst antal fiender utan att denne dör, vilket ger tillgång till bland annat flyganfall och helikopterunderstöd. En spelfigur kan placeras i en av tre ställningar: stående, hukande eller liggande, där varje påverkar spelfigurens rörelsehastighet, precision och smygande. Spelaren kan ta hjälp av betäckning för att undvika fiendens eldgivning eller återställa sin hälsa efter att ha tagit en betydande mängd skada. På grund av det innehåller spelet inga rustningar eller hälsopaket. När spelfiguren tagit skada kommer kanterna av skärmen lysas rött och spelfigurens hjärtslag ökar. Om spelfiguren håller sig borta från fienden kan spelfiguren återhämta sig. När spelfiguren är inom sprängradiet för en levande granat kommer en markör indikera granatens riktning, vilket hjälper spelaren att antingen fly eller kasta den tillbaka till fienden.

### Kampanjläget
Spelaren antar rollen som ett antal olika spelfigurer under spelets enspelarkampanj. Spelfigurernas medverkan i handlingen sker samtidigt och överlappar spelets händelser. Som sådan kommer spelarens perspektiv förändras från en spelfigur till en annan mellan uppdragen. Varje uppdrag har en rad mål; spelaren leds till varje mål med spelets head-up display, som markerar dess riktning och avstånd. Vissa mål kräver att spelaren kommer till en vägspärr, medan andra mål kräver att spelaren måste eliminera fiender i en angiven plats, stå på plats för att försvara ett mål eller att plantera sprängladdningar på en fiendeanläggning. Efter spelets eftertexter kommer ett speciellt epiloguppdrag att låsas upp, där spelaren ihop med tre soldater räddar en gisslan från terrorister som kapat ett flygplan. SAS räddar gisslan och flyr från planet innan det sprängs.

### Flerspelarläget
Call of Duty 4: Modern Warfare innehåller gruppbaserade och deathmatch-baserade flerspelarlägen på olika kartor. Varje läge har ett mål som kräver unika strategier för att slutföras. Spelare kan kalla in UAV-spaningsskanner, flyganfall och attackhelikoptrar när de uppnår tre-, fem- respektive sju-fiende-killstreaks. En match avslutas när antingen ett lag eller en spelare erhållit ett förutbestämt antal poäng, eller att den tilldelade tiden går ut. I vilket fall kommer laget eller spelaren med flest poäng att vinna. Om poängen är lika när tiden går ut kommer ett Sudden Death-läge att aktiveras, där det inte finns någon ”re-spawn” (återuppväckning) och där ett lag vinner ifall de antingen har den sista överlevande eller slutför målet först. Om spelaren är i någon av de två matcherna, kommer det finnas en Overtime-match, i vilken nästa lag som vinner kommer belönas med seger.
Spelarens prestation i flerspelarläget spåras med erfarenhetspoäng, som kan tjänas genom att döda motståndarspelare, slutföra utmaningar, slutföra mål eller genom att slutföra en runda eller match. När spelaren får erfarenhet avancerar denna i nivåstadier, och har möjlighet att låsa upp nya vapen, förmåner, utmaningar och spellägen. Den högsta nivån är 55, men på konsolversionerna av spelet har spelaren möjlighet att gå in i "Prestige"-läget, som återsänder denne till nivå ett och tar bort alla ackumulerade vapen och utrustningar som spelaren låst upp. Denna process kan upprepas upp till 10 gånger med en annan gradbeteckning som ges varje gång.
När spelaren slutför en utmaning får denne erfarenhetspoäng och kan låsa upp vapentillägg. När en spelares nivå ökar genom att få erfarenhetspoäng inom onlinematcher kommer denne kunna låsa upp nya vapen, förmåner eller utmaningar. När spelaren avancerar i nivåer får denne möjligheten att anpassa sina klasser; detta inkluderar valet av sina primära vapen, sidovapen och speciell granattyp. Spelaren kan dessutom välja 3 förmåner, en från var och en av tre "Tiers" (lager), som kan anpassa sin spelfigur ytterligare. Förmånernas effekter inkluderar, men är inte begränsade till, extra ammunition, ökning av skadan av varje kula från spelaren eller att tappa en levande granat när spelaren dödas. Spelaren ges också valet att slutföra utmaningar för att få ännu fler erfarenhetspoäng; utmaningar inkluderar att döda ett visst antal fiender med ett specifikt vapen, skjuta ner en helikopter eller utföra ett antal huvudskott. Dessutom när spelaren uppnår ett visst antal huvudskott med ett specifikt vapen, exklusive sidovapen, låser spelaren upp extra vapen "camos", eller kamouflage, till att användas för det specifika vapnet.

## Synopsis

### Spelfigurer

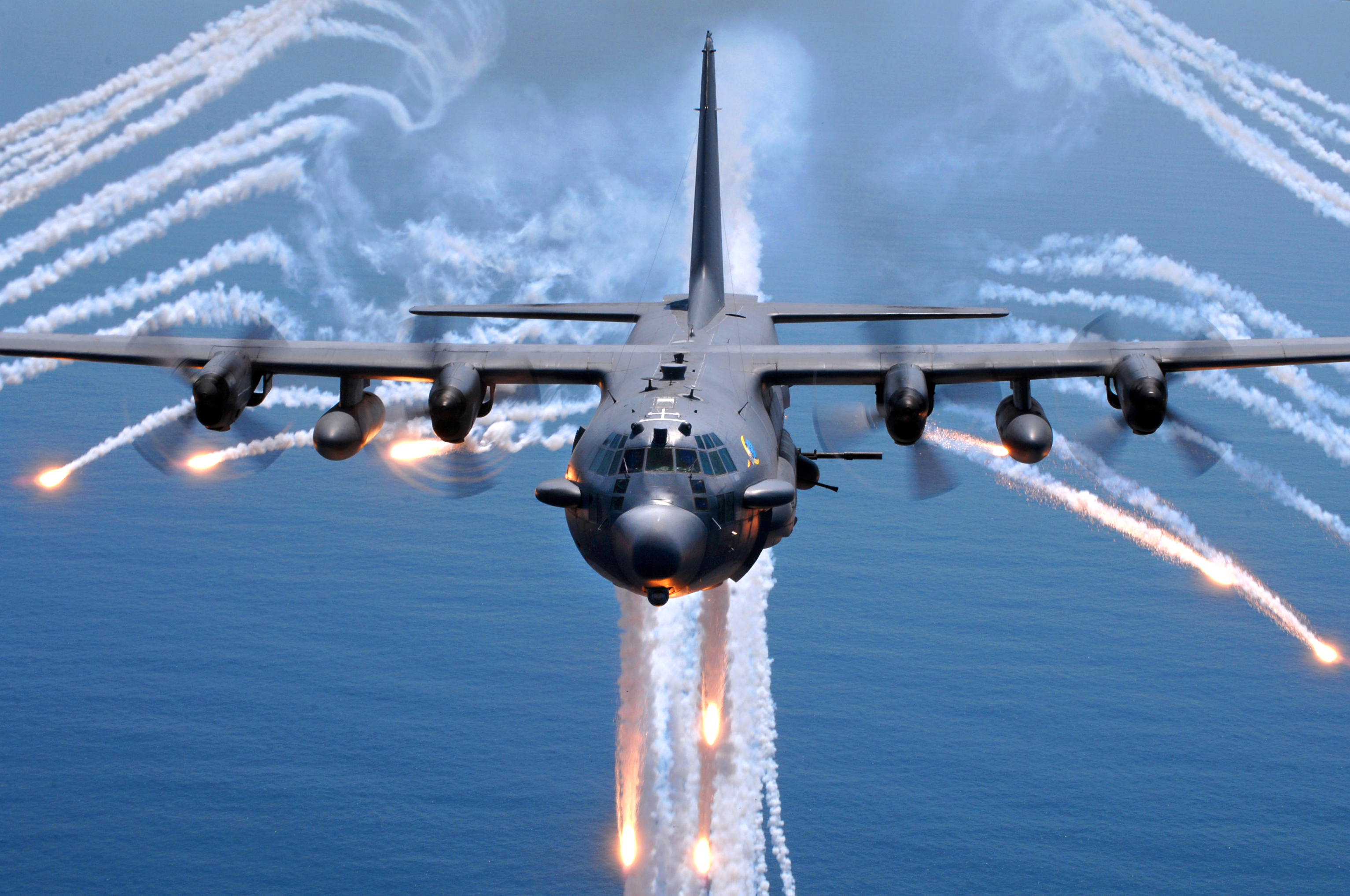
I ett uppdrag sitter spelaren ombord ett Lockheed AC-130-stridsplan för att ge understöd till en grupp SAS-soldater.

Under enspelarkampanjen styr spelaren sex olika spelfigurer från ett förstapersonsperspektiv. Under den större delen av spelet antar spelaren rollen som den senaste rekryten för det brittiska Special Air Service (SAS) Sergeant John "Soap" MacTavish, som börjar med att han skrivs in i det 22:a SAS-regementet. Sergeant Paul Jackson är en del av USMC 1st Force Recon utplacerade i Mellanöstern, och spelaren styr Jacksons spelfigur under fem kampanjuppdrag. Kapten John Price (röst av skådespelaren Billy Murray) är en SAS-officer som är spelbar i två flashback-uppdrag under 1996 där han tjänar som löjtnant. Spelaren antar också rollen som en amerikansk TV-operatör ombord ett Lockheed AC-130-stridsplan under ett uppdrag, samt en brittisk SAS-agent som infiltrerar ett kapat flygplan för att rädda en gisslan i ett hemligt uppdrag med titeln "Mile High Club". Till sist kan spelaren styra Yasir Al-Fulani, presidenten för den namnlösa staten i Mellanöstern i spelet innan han avrättas, även om spelaren inte har någon annan handlingsfrihet än att vända på sitt huvud.
Spelets icke-spelbara figurer som framträder i berättelsen är Kapten Price och hans högra hand, Gaz (röst av Craig Fairbrass), som tjänar som Soaps handledare. Jacksons USMC-pluton leds av löjtnant Vasquez (röst av David Sobolov) och Sergeant Griggs (röst av och modellerad efter Infinity Wards chefsanimatör Mark Grigsby); Griggs följer senare med Soap i Ryssland. Sergeant Kamarov leder ryska lojalister som stödjer SAS och USMC:s styrkor. "Nikolai" är en rysk informant som hjälper SAS. Kapten MacMillan är Prices mentor och befälhavare under en flashback.
Berättelsens antagonister är Imran Zakhaev (röst av Yevgeni Lazarev), ledaren för det ryska ultranationalistpartiet och spelets huvudantagonist; Khaled al-Asad, befälhavaren för de revolutionära styrkorna i Mellanöstern och en allierad till Imran Zakhaev; och Victor Zakhaev, Imran Zakhaevs son och en framträdande medlem i ultranationalistpartiet.

### Handling

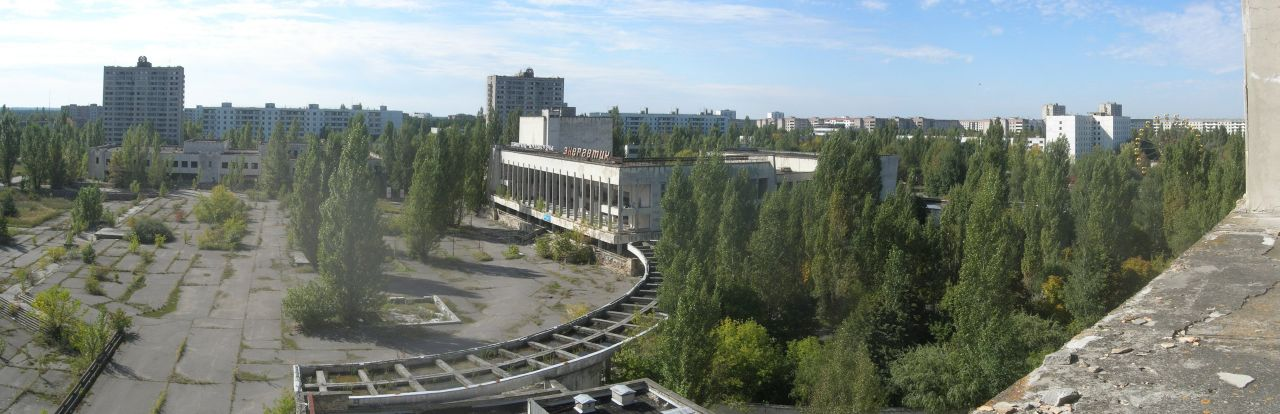
Ett uppdrag i spelet utspelar sig i spökstaden Pripjat, som övergavs 1986 efter Tjernobylkatastrofen.

Under 2011 har ett inbördeskrig brutit ut i Ryssland mellan landets regering och ultranationalister som försöker återställa Ryssland till Sovjetunionen. Under tiden tar en separatistgrupp ledd av Khaled Al-Asad makten i ett "litet men oljerikt" land i Mellanöstern genom en statskupp.  Al-Asad är hänsynslös och har extrema anti-västerländska åsikter, vilket gör att USA invaderar landet. På eftermiddagen av invasionens andra dag skickas en pluton av USMC 1st Force Recon ut för att fånga al-Asad. Plutonen angriper en TV-station i vilken Al-Asad förmodades framträda i en livesändning och ägnar sig senare åt att strida i en icke-namngiven stad söder om huvudstaden. Under tiden bedriver det brittiska Special Air Service (SAS) två viktiga operationer, en på ett fartyg i Beringssund och en i Ryssland. Underrättelser som samlats in från de två uppdragen indikerar att Al-Asad kan vara i besittning av en rysk kärnvapenladdning.
På kvällen under den tredje invasionsdagen lanserar USA ett fullskaligt angrepp mot Al-Assads presidentpalats trots SAS varning om den eventuella kärnvapenladdningen. När US Navy SEALs stormar palatset strider marinkåren mot Al-Asads markstyrkor. Men anfallet avslutas i en katastrof när kärnvapenladdningen plötsligt detonerar och utplånar stora delar av staden och alla som befann sig i dess sprängradie.
SAS vägrar att tro på att Al-Asad är död och en anfallstrupp understödda av ryska lojalister angriper ett potentiellt gömställe i en by i Azerbajdzjan. Kapten Price leder anfallstruppen, som eliminerar den ockuperande ryska styrkan och tillfångatar Al-Asad. En bit in i förhöret ringer Al-Asads telefon. Efter att kapten Price får höra rösten på den som ringer avrättar han Al-Asad och avslöjar att den som ringde var ultranationalisternas ledare: Imran Zakhaev.
Kapten Price berättar om ett uppdrag i Pripjat i Ukraina 1996. I sviterna av Tjernobylkatastrofen och Sovjetunionens kollaps drog Zakhaev fördel av oron för att dra nytta av kärnvapenspridningen, och använde sin nya rikedom till att locka soldater från den sovjetiska armén för att bilda sitt ultranationalistiska parti. Price skickades ut på en hemlig operation för att mörda Zakhaev. Från sin utsiktspunkt på översta våningen i ett övergivet hotell skjuter Price Zakhaev med prickskyttegeväret Barrett M82, men skottet avlägsnade endast Zakhaevs arm. Price kunde knappt fly från Zakhaevs hantlangare.
SAS, marinkåren och lojalisterna försöker tillfångata Zakhaevs son Victor för att ta reda på var Zakhaev befinner sig. Men när de omringar honom på taket av ett hyreshus begår Victor självmord. Zakhaev blir rasande och hämnas genom att avfyra nukleära interkontinentala ballistiska missiler mot den amerikanska östkusten, som skulle ta död på 41 miljoner människor. Men SAS och marinkåren lyckas erövra robotsilons kommandorum och förstöra missilerna via fjärrstyrning över Atlanten. De flyr från anläggningen i militärlastbilar med Zakhaevs styrkor hack i häl.
En ultranationalistisk Mil Mi-24-helikopter förstör en viktig bro och stoppar den samlade styrkan. Den påföljande striden med ultranationalisterna lämnar samtliga inom den samlade styrkan antingen döda eller svårt sårade. Zakhaev anländer till platsen och börjar avrätta sårade soldater samtidigt som ryska lojalister plötsligt förstör hans Mi-24 Hind och går med i striden. Zakhaev blir skjuten till döds, och de lojalistiska styrkorna börjar omedelbart med att ta hand om de sårade.
I slutet berättas det att missilhändelsen och ultranationalisternas stöd till al-Asad tystas ner, vilket leder till händelserna i Call of Duty: Modern Warfare 2.

## Utveckling
Call of Duty 4: Modern Warfare utvecklades av ett arbetslag på ett hundra anställda under loppet av två år. Efter Call of Duty 2 beslutade Infinity Ward att arbetslaget skulle lämna andra världskrigsmiljön från tidigare spel i serien. Detta resulterade i tre spelkoncept: Call of Duty 4: Modern Warfare, Call of Duty: Modern Warfare 2 och Call of Duty: Modern Warfare 3. Medan Infinity Ward utvecklade Call of Duty 4:s berättelse valde de att undvika att referera pågående och verkliga krig och behålla seriens gemensamma teman för två motverkande styrkor med liknande styrka. För att förbättra den realistiska känslan i spelet deltog utvecklingslaget i en vapenexercis på Marine Corps Air Ground Combat Center Twentynine Palms, en militäranläggning i Kaliforniens öken. Detta hjälpte utvecklarna att simulera effekterna av att vara nära en M1 Abrams-stridsvagn när den avfyras. Arbetslaget talade också med amerikanska marinsoldater som nyligen varit i strid för att få en känsla för marinsoldaternas bakgrunder, känslor och attityder när de befinner sig i strid. Veteraner rekryterades också för att övervaka motion capture-inspelningar och spelets artificiella intelligens.
Utvecklingslaget designade flerspelarläget till att vara balanserat och givande för nya spelare och samtidigt erbjuda något för erfarna spelare. En tidig idé med att genomföra flygunderstöd (flyganfall och attackhelikoptrar) involverade spelare som skulle strida för särskilda zoner för att få tillgång till en igångsättare för flygunderstöd mot fiender. Denna idé avfärdades eftersom det avskräckte den typ av deathmatch-spelupplägg som de avsett. Killstreak-belöningssystemet infördes i dess ställe för att uppmuntra en förbättring av spelarens skicklighet. Spelare fick välja vapen innan matcher för att vänja sig vid vapnen lättare och minimera jakten på vapen. Kartor designades främst för deathmatch-rundor. Utvecklarna kände att sådana konstruktioner anpassade också andra typer av spelupplägg. Kartlayouter var designade till att minimera de platser som spelarna kunde gömma sig från fiendens skottlossning.

### Musik
Musiken till Call of Duty 4: Modern Warfare komponerades av den brittiske kompositören Stephen Barton, som också hade bidragit till Harry Gregson-Williams filmmusik; Harry komponerade spelets huvudtema. Flera låtar från spelet finns på Infinity Wards webbplats "7 Days of Modern Warfare", och en del finns på Bartons egen webbplats. Raplåten som spelas under eftertexterna utförs av Call of Duty 4:s chefsanimatör Mark Grigsby.

### Spelmotor
Call of Duty 4: Modern Warfare körs på IW engine, specifikt IW 3.0, som innehåller äkta världsdynamisk ljussättning, HDR-ljuseffekter, dynamiska skuggor och skärpedjup. Kulornas penetrering kalkuleras av motorn, med hänsyn till faktorer såsom typ av yta och enhetens tjocklek. Spelet körs i en skärmupplösning på 600p på Xbox 360 och Playstation 3.
Vissa föremål, såsom bilar och vissa byggnader är förstörbara. Detta gör särskiljande betäckning viktigt, eftersom skyddet från objekt såsom trästaket och tunna väggar inte kan skydda spelare helt från skada. Kulornas stoppkraft minskar efter att de penetrerar ett objekt, och minskningen är beroende av objektets tjocklek och typen av yta. Spelet använder sig av en dynamisk fysikmotor, som inte implementerats i tidigare Call of Duty-spel. Dödsanimationer är en kombination av förinställda animationer och ragdollfysik. Konsolversionerna av Call of Duty 4: Modern Warfare körs på en konsekvent bildhastighet på 60 bildrutor per sekund, och Wii-versionen körs med 30 bildrutor per sekund. Kodningen innefattades med att bestämma återuppväckningsplatser baserat på de närliggande vapnen och förhållandet mellan fiendens positioner och siktlinje till poängen. De olika kriterierna är avsedda att minimera spelare från att dö omedelbart efter att de återupplivas i en match, eller bli "spawn-dödad" på grund av spelare som endast väntar på att motståndarspelare skall "respawna" (återuppväckas).
Spelmotorn användes också för utvecklingen av två andra Activision-spel. En förbättrad version av den ursprungliga motorn användes i Call of Duty: World at War, den femte delen i Call of Duty-serien efter Call of Duty 4: Modern Warfare, medan en något förändrad version har använts för James Bond-datorspelet Quantum of Solace liksom Goldeneye 007 med hjälp av en kraftigt modifierad version.

## Marknadsföring och lansering
Den 27 april 2007, dagen innan lanseringen av spelets officiella trailer lanserade Infinity Ward en webbplats kallad "Charlie Oscar Delta" för att ge information om spelet. Charlie Oscar Delta har ett rankningssystem som tillåter användarna att slutföra uppdrag för att öka deras rang och tävla om priser. Charlie Oscar Delta kommer från NATO:s fonetiska alfabet och initialer för Call of Duty. Den första trailern som innehöll inspelningar av Call of Duty 4: Modern Warfare släpptes den 28 april 2007. En offentlig betatestning för Xbox 360-versionen av Call of Duty 4: Modern Warfare tillkännagavs den 30 augusti 2007. Betatestningen designades för att testa servrarna, hitta buggar och bidra till att balansera ut vapnen. Det var ursprungligen endast tillgängligt för amerikanska medborgare, men var senare tillgängligt för övriga länder. Betan avslutades den 30 september 2007. Den högsta rangen för betan var från början nivå 16, men ökades till nivå 25 i slutet av betan. Tre flerspelarkartor var tillgängliga att spela i: Crash, Vacant och Overgrown. Ett enspelardemo för PC släpptes den 11 oktober 2007 som en Yahoo!-exklusiv nedladdning, och är nu tillgängligt för gratis nedladdning. Demoversionen innehåller en nivå, "The Bog", som uppvisar det avancerade mörkerseendet och tillhörande grafikfunktioner.

### Butiksversioner
Spelet släpptes som en standardutgåva och en samlingsutgåva. Samlingsutgåvan innehåller standardutgåvan och en DVD som innehåller en dokumentärfilm med titeln "Great SAS Missions", som består av arkivmaterial av stridande SAS-soldater och intervjuer med tidigare SAS-medlemmar. DVD-skivan innehåller en "making-of"-film och en nivågenomgång av utvecklarna. Dessutom ingår en begränsad utgåvaaffisch och en exklusiv inbunden konstbok som innehåller koncept, utvecklingsdetaljer och färdiga konstverk. Dessa element paketerades i en större kartongversion av standardbutikslådan. Samlingsutgåvan var ursprungligen endast tillgängligt i USA, men släpptes senare i andra länder. En "Årets spel"-utgåva släpptes senare till PC, Xbox 360 och Playstation 3.
Call of Duty 4: Modern Warfare släpptes i Nordamerika den 6 november 2007 och i Europa den 9 november 2007. Mac OS-versionen av spelet utvecklades av Aspyr och släpptes den 26 september 2008. Det släpptes på Mac App Store på eller runt den 16 januari 2011. Det fick åldersbemärkelserna 15 av BBFC, M av ESRB, MA 15+ av ACB, 16+ av PEGI och 18 av USK. Wii-portningen av spelet, med titeln Call of Duty: Modern Warfare: Reflex, utvecklades av Treyarch och släpptes den 10 november 2009 ihop med Call of Duty: Modern Warfare 2 och Call of Duty: Modern Warfare: Mobilized.

### Nedladdningsbart innehåll
Som en del av ett exklusivt avtal mellan Microsoft och Activision bestämdes det att flerspelarkartpaketen för Call of Duty-serien, som började med Modern Warfare, först skulle släppas till Xbox 360. Avtalet skulle i slutändan pågå tills utgivningen av Black Ops III 2015, som introducerade ett nytt avtal med Sony och Playstations plattformar.
Infinity Ward släppte Variety Map-paketet till Xbox 360 den 4 april 2008. Det innehåller flerspelarkartorna "Killhouse", "Creek", "Chinatown" och "Broadcast". Samma kartpaket släpptes till Playstation 3 den 24 april 2008. Variety Map-paketet laddades ner av över en miljon spelare de första nio dagarna efter dess utgivning, ett rekord för betalt nedladdningsbara innehåll från Xbox Live, med ett värde på 10 miljoner amerikanska dollar. Det släpptes som en gratis nedladdning för PC den 5 juni 2008 sponsrat av NVIDIA, ihop med patch 1.6. En ytterligare patch för Playstation 3- och Xbox 360-versionerna av spelet tillkännagavs över ett år senare i augusti 2009; patchen behandlade främst flerspelarlägets bedrifter. Patch 1.7 släpptes i juni 2008. Denna patch kan appliceras på Årets spel-utgåvan direkt utan tidigare patcher. Tidigare versioner måste först appliceras med patch 1.6.

## Mottagande
| Mottagande             | Mottagande |
| Samlingsbetyg          | Samlingsbetyg |
| Tjänst                 | Betyg |
| ---------------------- | --- |
| Gamerankings           | 94,16 % (80 recensioner) (X360) 93,54 % (46 recensioner) (PS3) 92,29 % (38 recensioner) (PC) 78,50 % (45 recensioner) (Wii) |
| Metacritic             | 94/100 (70 recensioner) (X360) 94/100 (44 recensioner) (PS3) 92/100 (40 recensioner) (PC) 76/100 (34 recensioner) (Wii)     |
| Moby Games             | 94/100 (122 recensioner) (X360) 94/100 (59 recensioner) (PS3) 92/100 (46 recensioner) (PC) 74/100 (14 recensioner) (Wii)    |
| Recensionsbetyg        | |
| Publikation            | Betyg |
| Destructoid            | [ 54 ] |
| Eurogamer              | [ 55 ] |
| Game Informer          | [ 56 ] |
| Gamepro                | [ 57 ] |
| Game Revolution        | A- |
| Gamespot               | [ 59 ] |
| Gamespy                | [ 17 ] |
| Gamesradar             | [ 60 ] |
| Gametrailers           | [ 61 ] |
| Gamereactor            | [ 62 ] |
| IGN                    | [ 18 ] |
| Official Xbox Magazine | [ 63 ] |
| Videogamer.com         | [ 64 ] |
| X-Play                 | [ 65 ] |
| FZ                     | [ 66 ] |
| Loading.se             | [ 67 ] |
| Level 7                | [ 68 ] |
| Svenska dagbladet      | 5/6 |

Call of Duty 4: Modern Warfare fick ett positivt mottagande från flera datorspelspublikationer. Spelupplägget har citerats av recensenter för att ha flyttat genren till "en ny nivå av nedsänkning och intensitet som vi aldrig tidigare skådat." Official Xbox Magazine ansåg att "det är flerspelarläget som solidariserar spelets omedelbara status som en klassiker" och att "kampanjläget ger aldrig upp." Gamespot gav en positiv recension för Call of Duty 4: Modern Warfare, och sade att "kampanjlägets höga kvalitet och dess fantastiska flerspelaralternativ gör Call of Duty 4 till ett fantastiskt paket." X-Play kommenterade att "även om att det kanske inte har revolutionerat genren kom det riktigt nära med fullända den." Gamepro påstod att "det otroligt djupa flerspelarläget tävlar med Halo 3 när det kommer till räckvidd och omfattning."
Spelets berättelse har fått en hel del uppmärksamhet från recensenter. Gamepro konstaterade att "den intensiva enspelarkampanjen erbjuder en fartfylld upplevelse som innehåller en oerhört fängslande berättelse; det finns stunder i spelet som kommer att skicka frossa ner i din ryggrad." Gamespot nämnde att den enda stora bristen med kampanjen var det faktum att "enspelarkampanjen går över på ett ögonblick". Trots att IGN beskrev kampanjen som "fortfarande mycket linjärt" i likhet med sina föregångare, som "undviker begreppet sandlådespel," noterade de att detta ledde till "en mycket rikare och mer fokuserad upplevelse" med  "vackert skrivna situationer." IGN:s Voodoo Extreme påpekade att det "nästan spelar på en räls, men det är en del av sin charm." I motsats till de senare delarna i Call of Duty-serien gav Ben "Yatzy" Croshaw från Zero Punctuation spelet en positiv recension. Han berömde spelet för att det "aldrig offrar spelupplägget för berättelsen, eller vice versa" och att det innehöll "mindre av det äckliga, svartvita, "Mitt Land, 'Ditten datten"-jingoismen som får mig att tappa lusten för de flesta krigsspel".
Spelet har också fått kritik. Xbox World 360 konstaterade att "det är rök och speglar och en mängd billiga trick", och kommenterade angående tanken att spelet inte revolutionerade genren. Pelit påpekade också att "strukturen i enspelarläget borde... ha uppdaterats" och att "klampa från en osynlig sparpunkt till en annan under hela kampanjen är helt enkelt inte tillräckligt bra längre."
Wii-versionen av Call of Duty 4: Modern Warfare har färre funktioner än de övriga konsolversionerna. Det har inte stöd för flerspelarmatcher på delad skärm, och grafiken är inte lika utvecklad. Däremot stöder det ett kooperativt spelläge inom kampanjläget på en enda skärm. När som helst kan en ytterligare Wii remote aktiveras för att ge den andra spelaren sitt eget siktehårkors. IGN gav Wii-versionen av spelet betyget 7 av 10, och sade att det visuella och pekarkontrollen inte är lika polerade som Wii-versionen av World at War, men de nämnde att anpassningsmöjligheterna och flerspelarläget är imponerande. Gametrailers gav spelet betyget 8,8 och sade att trots vissa uppoffringar behåller spelet allt som är bra från sin ursprungliga version. Game Informer gav spelet betyget 6,5 och konstaterade att medan spelet var ganska dålig rent grafiskt, även av Wii-standard, var Wii remote det största problemet, och konstaterade att det inte har tillräckligt med knappar för att stödja Modern Warfares kontrollschema, samt även att det var ganska otydligt, i kontrast till det dubbla analogsystemet som används av Playstation 3- och Xbox 360-versionerna, och mus- och tangentbordssystemet på Windows-versionen av spelet. Gamespot gav spelet betyget 8,5 och konstaterade att onlineläget var lika beroendeframkallande som de andra versionerna, och att kontrollschemat "är precist och anpassningsbart nog att låta dig vara allt som du kan vara".

### Försäljning
Innan Call of Duty 4: Modern Warfare släpptes förutspåddes det att sälja ännu fler exemplar än det mycket framgångsrika Halo 3. Det fick ett liknande positivt mottagande från recensenter som med Halo 3, det skulle lanseras på tre system i stället för Halo 3 som endast släpptes till Xbox 360, och efterfrågan för spelet ledde till ett brett utbud av butiker som bara hade tillräckligt för att tillhandahålla förhandsbokningar. Det uppfyllde förutsägelsen och Xbox 360-versionen blev det bästsäljande datorspelet i USA från november 2007 till januari 2008 enligt NPD Group. Xbox 360- och Playstation 3-versionerna skulle gå vidare och sälja 1,57 miljoner respektive 444 000 exemplar i USA i november 2007. 1,47 miljoner exemplar av Xbox 360-versionen såldes i december 2007; spelet såldes i 331 000 exemplar för Xbox 360 och 140 000 exemplar för Playstation 3 i januari 2008. Xbox 360-versionen var det tredje bästsäljande datorspelet från 2007 i USA med 3,04 miljoner sålda exemplar, bakom Halo 3 som såldes i 4,82 miljoner exemplar enligt NPD Group. I januari 2008 hade Call of Duty 4: Modern Warfare sålts i över 7 miljoner exemplar världen över, och var det bästsäljande spelet år 2007. Den 3 juni 2008 rapporterade Infinity Ward att spelet hade sålts i över 10 miljoner exemplar. Under ett konferenssamtal i maj 2009 meddelade Activision att spelet hade sålts i 13 miljoner exemplar, vilket överträffade Super Mario Galaxy som det bästsäljande spelet som släpptes samma vecka i november 2007. I november 2013 hade spelet sålts i 15,7 miljoner exemplar.
Call of Duty 4: Modern Warfare fick stor spridning på nätet i form av intrångsexemplar. Robert Bowling, Community Manager på Infinity Ward konstaterade att "vi drog några störande antal förra veckan om hur mycket av PC-spelare som för närvarande spelar i flerspelarläget... Vad som inte var fantastiskt var procentandelen av dessa siffror som spelade på stulna kopior av spelet på stulna/knäckta CD-nycklar av piratkopior."

### Utmärkelser
Call of Duty 4: Modern Warfare fick utmärkelser från olika spelwebbplatser och publikationer. Gamespot gav spelet utmärkelserna "Bästa grafik" i E3 2007 och "2007 års bästa Playstation 3 -spel", och rankade det senare som den tredje bästa förstapersonsskjutaren på sin lista över "Topp 10 FPS-spel någonsin!". Gamepro utsåg spelet som "2007 års totalt bästa spel". Game Critics har också kallat det för det "Bästa actionspelet". Från andra publikationer såsom IGN, X-play och Spike Video Game Awards, vann spelet utmärkelser för kategorier såsom "Bästa ljuddesign", "Bästa ljud", 2007 års "Bästa skjutspel" och "Bästa militärspel". Från Academy of Interactive Arts & Sciences vann spelet "Årets konsolspel", "Årets actionspel" och "Årets totalt bästa spel". Från British Academy Video Games Awards vann spelet också "Årets bästa spelupplägg", "Bästa berättelse", "Årets rollfigur" och "Årets spel av folket". Spelet tilldelades utmärkelsen "Årets spel 2007" av Academy of Video Games. Läsarna från Playstation Official Magazine röstade på spelet som den 7:e bästa Playstation-titeln som någonsin släppts.